# Iso Isetta
La Iso Isetta è una microvettura che venne prodotta dalla casa automobilistica italiana Iso di Bresso tra il 1953 e il 1956 e su licenza dalla tedesca BMW tra il 1955 e il 1962.
La BMW Isetta, nel 1955, è stata la prima automobile al mondo, prodotta in serie, a basso consumo di carburante (3 l/100 km). Inoltre è stata l'automobile con motore monocilindrico più venduta di tutti i tempi con 161 728 unità vendute.

## La genesi

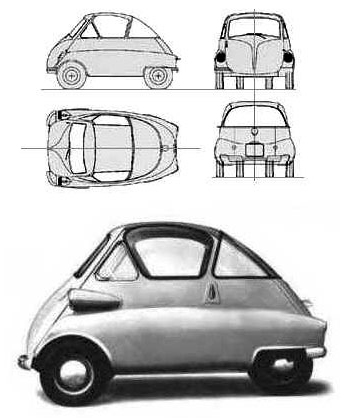
Iso Isetta Turismo

La filosofia costruttiva di Renzo Rivolta nel settore delle automobili era quella di privilegiare prima di tutto la comodità e il comfort dei passeggeri, nonché di garantire un'oculata sistemazione della meccanica all'interno del corpo vettura: la carrozzeria sarebbe stata modellata solo a quel punto, sulla base delle specifiche precedenti. Per realizzare la nuova vetturetta, Renzo Rivolta si affidò a due vulcanici personaggi, giovani ma con un significativo passato alle spalle in campo aeronautico: Ermenegildo Preti e Pierluigi Raggi. L'ing. Preti aveva in mente un progetto simile già durante i bui anni della guerra, poiché prevedeva per l'avvenire l'enorme carenza di risorse che poi di fatto si verificò. Già durante gli anni del conflitto cominciò a prendere forma nella sua mente l'idea di una microvettura e arrivò a parlarne anche con sua moglie Piarosa. Perciò, al momento di dover realizzare per Renzo Rivolta una piccola vetturetta, l'ing. Preti aveva già le idee piuttosto chiare e, dopo aver delineato le linee generali del progetto, affidò il disegno della carrozzeria e del telaio all'ing. Raggi.
L'esigenza di privilegiare il comfort e l'abitabilità in un corpo vettura di dimensioni molto contenute fece in modo che il progetto partisse proprio dalla definizione della cella abitativa, attorno alla quale sarebbero stati poi inseriti gli organi meccanici e la carrozzeria. Quest'ultima fu disegnata privilegiando le forme aerodinamiche, forme scaturite anche dalla necessità di avere un frontale inclinato per poter lasciare sul pavimento lo spazio necessario a ospitare gli organi dello sterzo.
Il primo prototipo fu realizzato nell'estate del 1952 e già prefigurava molte delle soluzioni tecnico-stilistiche presenti sulla vettura definitiva, come il corpo vettura "a uovo", la meccanica di derivazione motociclistica e la presenza di un unico portellone frontale, che costituiva praticamente l'intero muso della vetturetta. Quest'ultimo riprendeva una soluzione particolare, descritta dall'ing. Preti nella sua tesi di laurea, quando propose l'AL12, un aeroplano con la parte anteriore, quella destinata alla cabina di pilotaggio, incernierata su un lato e completamente apribile. Pressoché definitiva era anche l'architettura della vettura, con scocca in lamiera d'acciaio dotata di un'ampia vetratura, fissata a un telaio di tubi d'acciaio. Tale prototipo era inoltre provvisto di tre sole ruote: due davanti e una dietro, soluzione presto abbandonata quando ci si accorse, durante le prove su strada, della pericolosità di tale soluzione in caso di foratura. Si scelse perciò una soluzione intermedia, ossia quattro ruote, delle quali le due posteriori erano molto ravvicinate tra loro per evitare la necessità di installare un differenziale, che avrebbe comportato un aumento dei pesi, della complessità meccanica e dei costi.
Dopo la prova del primo prototipo, si procedette all'affinamento della carrozzeria, mediante l'integrazione del normale profilo a uovo con due elementi longitudinali, uno per lato, aventi funzione di parafango, che integravano l'intera parte bassa delle fiancate fino ad arrivare alla coda. Tali parafanghi avevano la funzione di snellire la fiancata e renderne l'aspetto meno goffo.
Quanto al motore, esso era inizialmente un monocilindrico a due tempi, derivato da quello del motociclo Iso 200, derivato in parte da un motore ausiliario utilizzato per l'avviamento di motori d'aereo della Isotta Fraschini, dalla cilindrata di 198 cm³ e in grado di erogare circa 8 cavalli. L'adattamento di tale motore alla nuova microvettura fu curato dall'ingegner Genoni, altro validissimo collaboratore di Ermenegildo Preti.

## La Iso Isetta (1953-1956)
Il modello definitivo fu presentato in anteprima alla stampa all'inizio del mese di aprile del 1953, mentre la presentazione ufficiale avvenne il 22 aprile dello stesso anno al Salone dell'automobile di Torino. Come già accennato, erano pochi gli aggiornamenti rispetto all'ultimo prototipo. Tra i più significativi, vi erano l'accensione a spinterogeno e il piantone dello sterzo solidale con la portiera anteriore per facilitare l'ingresso e l'uscita degli occupanti. La reazione del pubblico, a questa vettura dalla forma simile a una cabina di elicottero o di aliante, fu di grande stupore. Pur rimanendo nell'ambito delle microvetture, e condividendone la naturale semplicità, la Isetta sembrava quasi futuristica e distava anni luce dalle microvetture dell'epoca, troppo fumettistiche al confronto. Rispetto alle principali concorrenti, l'Isetta vantava anche prestazioni di tutto rispetto, riuscendo ad arrivare sugli 85 km/h. L'Isetta aveva problemi solo in salita.

### Struttura d'avanguardia

Sistema di accesso all'abitacolo

All'epoca del debutto, la Isetta fece scalpore per la conformazione davvero inusuale del suo corpo vettura. In effetti, all'epoca, l'Isetta era da considerarsi veramente all'avanguardia, sia per quanto riguarda il tipo di corpo vettura, sia, soprattutto, per la razionale e intelligente scelta nella disposizione di tutto ciò che serviva a rendere questo piccolo mezzo di trasporto una vera e propria automobile a tutti gli effetti, vivibile e maneggevole. In molti l'hanno in seguito definita geniale.
All'interno del piccolo abitacolo si accedeva mediante il grosso portellone anteriore, che inglobava praticamente l'intera sezione frontale della vettura. Per facilitare ulteriormente l'ingresso, il piantone dello sterzo era solidale con il portellone stesso, vale a dire che aprendo quest'ultimo, il piantone si inclinava in avanti per lasciare ancor più spazio e agevolare ulteriormente l'ingresso. Quest'ultima idea, assai originale, fu suggerita a Pierluigi Raggi dall'ing. Preti nelle ultime fasi del progetto, quando la vettura era quasi allo stadio definitivo. I posti a sedere erano costituiti da una semplice panchetta che offriva spazio solo a due persone. Dietro tale panchetta vi era uno spazio occupato per metà dal piccolo monocilindrico a due tempi e per metà da un piccolo vano bagagli.
La vetratura era molto ampia e offriva una visibilità in grado di reggere il confronto con una berlina di lusso. Il particolare disegno della vetratura dell'Isetta italiana fu il frutto della consulenza di Giovanni Michelotti, a cui la Iso si affidò per ottimizzarne il disegno rispetto alle vetrature del primo prototipo. Il tetto era in tela, srotolabile, in maniera da trasformare l'Isetta in una vetturetta aperta.
Sulla BMW 250, l'Isetta tedesca, ritroviamo tutte le intuizioni della Iso, con in più un piccolo ma efficace impianto di riscaldamento e i vetri laterali scorrevoli. Il successo ottenuto dalla BMW 250 fu duplice: da una parte la 250 divenne la vettura perfetta per chi poteva già permettersi una seconda auto, mentre dall'altra diventò il veicolo ideale per le masse in procinto di motorizzarsi. (In Germania, per le vetture sotto i 250 cm³, esisteva una particolare patente di guida).

### Meccanica
L'Isetta proponeva soluzioni semplici e inconsuete, come per esempio il piccolo motore a due tempi mutuato dalla Iso 200, una delle motociclette di maggior successo per la Iso, subito prima dell'arrivo dell'Isetta. Tale motore aveva inizialmente una cilindrata di 198 cm³ ed erogava circa 9 cavalli. Questa piccola unità motrice fu utilizzata solo fino a poco prima della presentazione al pubblico, in vista della quale il piccolo monocilindrico fu rialesato e portato a 236 cm³, con potenza massima di 9,5 cavalli a 4.750 giri/min. Questo motore era del tipo monocilindrico diviso, ovvero una architettura in cui due pistoni accoppiati scorrono in due cilindri che condividono la stessa camera di combustione. Tale architettura è volta a migliorare l'efficienza di evacuazione dei gas di scarico riducendo al minimo la perdita di carica di carburante / aria fresca incombusta attraverso la luce di scarico stessa. La lubrificazione era separata ed era affidata a una pompa meccanica, mentre il raffreddamento era ad aria. L'alimentazione era affidata a un carburatore Dell'Orto. La trasmissione prevedeva una frizione a dischi multipli in bagno d'olio e un cambio a 4 marce privo di retromarcia. La trazione era posteriore, senza alcun differenziale, reso superfluo dalla ridottissima carreggiata posteriore.
Il telaio dell'Isetta era tubolare e comprendeva sospensioni anteriori a ruote indipendenti con tamponi in gomma e ammortizzatori a frizione. Il retrotreno comprendeva invece molle a balestra e ammortizzatori idraulici. L'impianto frenante era idraulico e agiva sulle ruote anteriori e sulla ruota posteriore destra. Su entrambe le ruote posteriori agiva invece il freno a mano.

### Commercializzazione

L'Isetta nella versione "autocarro" esposta al Salone di Torino del 1954

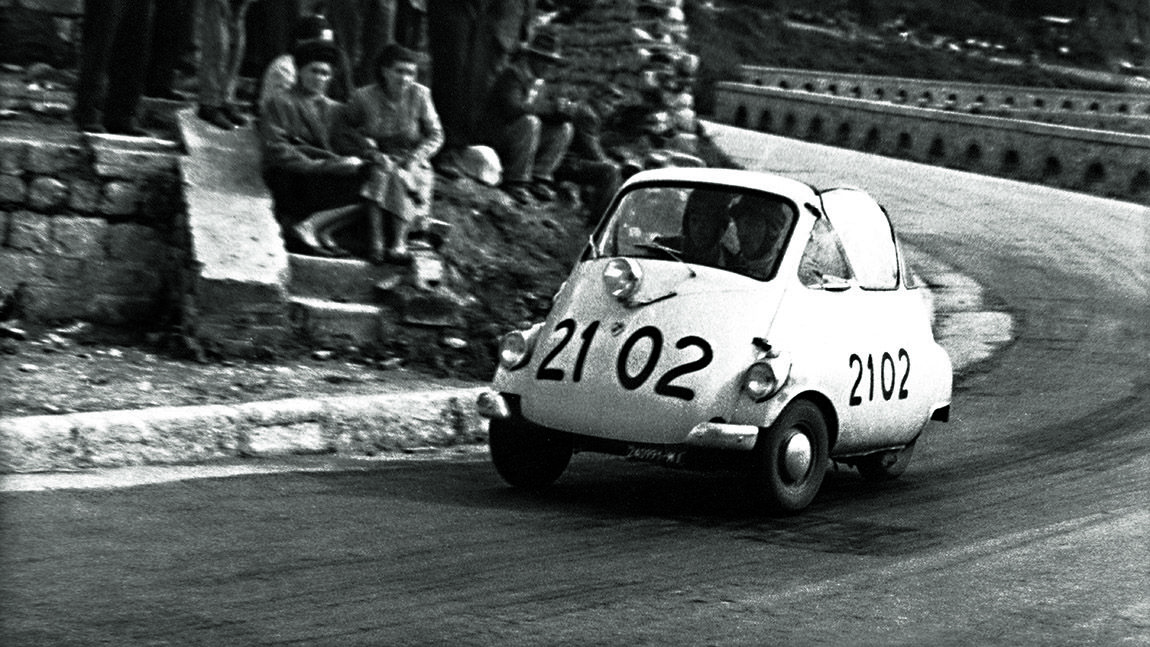
Una Iso Isetta alla Mille Miglia

La commercializzazione cominciò nell'autunno del 1953, ma le cose non andarono bene: la piccola vettura non riusciva a vendere, erano ben pochi gli esemplari che trovavano un acquirente. Forse tale scarso esito commerciale in Italia era dovuto al prezzo, inferiore di poco a quello della Topolino. Allo scopo di dimostrare le doti dinamiche dell'Isetta, la vettura fu fatta partecipare ad alcune edizioni della Mille Miglia, dove ottenne anche alcuni risultati di rilievo. Ma nonostante ciò l'Isetta continuò a stentare: oltre a poco più di un migliaio di vetturette in configurazione base, furono realizzate un certo numero di versioni commerciali, con carrozzeria furgonata o pick-up. Neppure i lusinghieri risultati sportivi dell'Isetta alla Mille Miglia del 1954, dovuti anche alla sua esemplare tenuta di strada, ne sollevarono le sorti sul mercato italiano. Ma Renzo Rivolta si era già messo alla ricerca di un acquirente del progetto e da un paio di mesi aveva già stretto rapporti con un nome prestigioso.
Dopo circa un anno dal debutto, Rivolta riuscì infatti a stringere contatti con la BMW, che in quegli anni stava attraversando una profonda crisi dovuta ai postumi della guerra e all'insuccesso di praticamente tutti i modelli proposti, ed era perciò interessata alla produzione su licenza di una vettura come l'Isetta. Per Rivolta, poter vantare la BMW come licenziataria del suo progetto Isetta lo riempì di ottimismo, complice anche il prestigio del marchio bavarese. L'operazione di vendita alla BMW fu perfezionata alla fine del 1954, e i progetti e il materiale furono trasferiti a Monaco di Baviera.

## La BMW Isetta (1955-1962)
Nel 1954, al Salone di Ginevra, la Iso di Renzo Rivolta espose la propria Isetta, mentre la BMW espose un modello completamente diverso, la 502 V8. I due modelli avevano un solo punto in comune: lo scarso successo. Già da tempo al quartier generale di Monaco stavano pensando di integrare il proprio listino con una piccolissima vetturetta da città, possibilmente su licenza per evitare i costi di progetto e che fosse commercializzabile quindi a un prezzo molto basso. A Ginevra, la Isetta fu notata da C.A. Drenowatz, importatore BMW in Svizzera, che ne parlò ai vertici BMW in Baviera. Fu così che Eberhard Wolff, responsabile del reparto collaudi, il mese dopo fu inviato al Salone di Torino, sapendo che si doveva agire in fretta per evitare ulteriori "buchi" economici alla Casa bavarese. Qui vennero stretti i primi accordi con Renzo Rivolta, e i negoziati vennero ultimati poco tempo dopo a Milano, dove Kurt Donath e Fritz Fiedler, rispettivamente direttore tecnico e responsabile sviluppi BMW, vennero inviati per perfezionare l'affare. In base all'accordo stipulato, BMW aveva il diritto di rilevare sia i progetti che le attrezzature per produrre la scocca, mentre non appariva interessato al monocilindrico sdoppiato da 9,5 CV, ritenuto poco potente. Nell'autunno del 1954, la BMW annunciò ufficialmente che la nuova vetturetta sarebbe stata lanciata entro breve.
La presentazione alla stampa della nuova Isetta marchiata BMW avvenne il 5 marzo 1955, ma non ufficialmente con il nome Isetta: la denominazione ufficiale della nuova vetturetta BMW fu infatti BMW 250, mentre il nome Isetta continuò a essere utilizzato molto frequentemente anche in Germania, ma solo come soprannome.

### Differenze con l'Isetta italiana

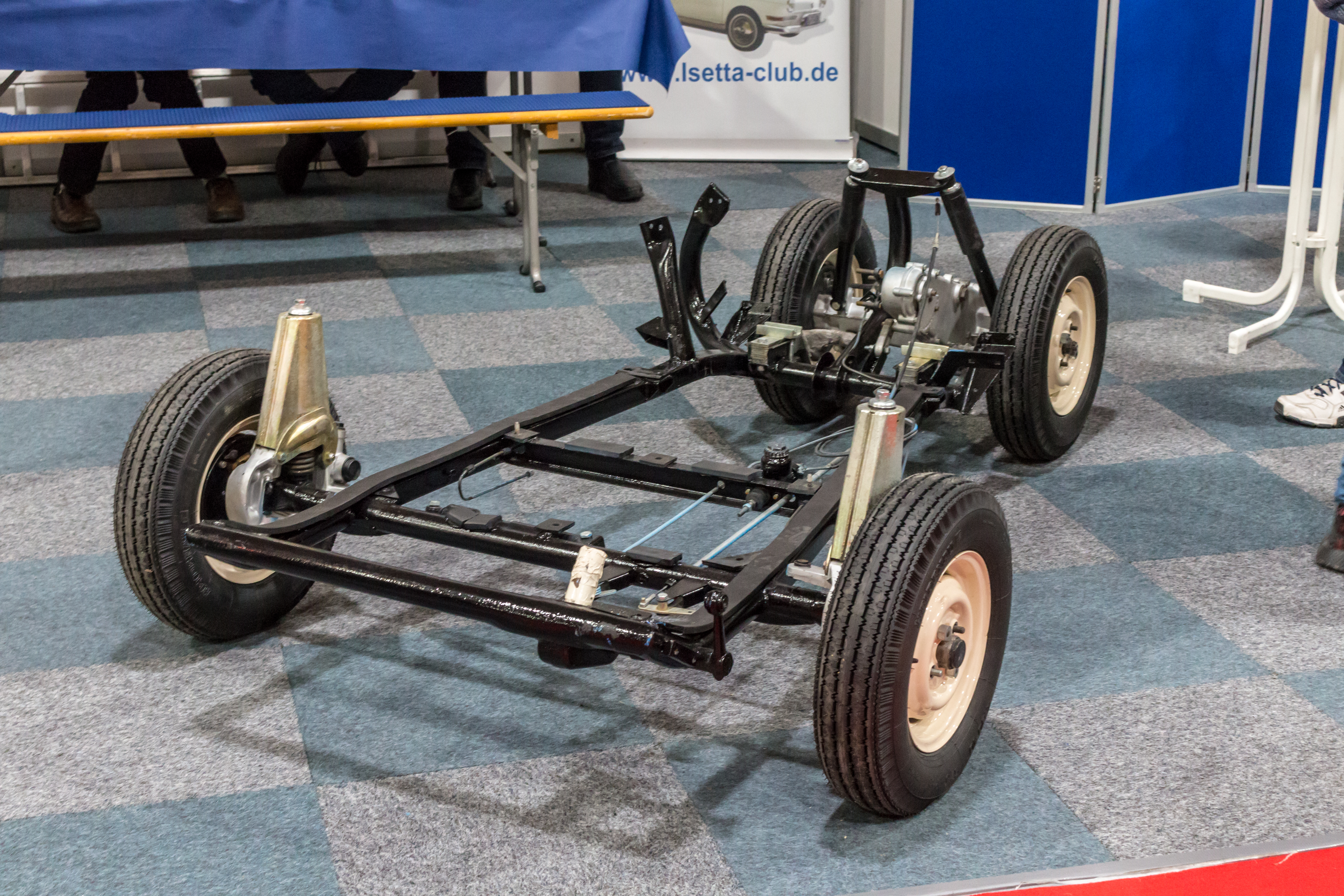
Il telaio

Rispetto alla sorella italiana, la BMW 250 mantenne quasi per intero il corpo vettura, tranne alcuni particolari, come il nuovo disegno della griglia di raffreddamento e il nuovo cofano motore posteriore. Altre modifiche stavano nella posizione più rialzata dei fari anteriori e internamente nell'installazione di un piccolo impianto di riscaldamento. Dal punto di vista della meccanica, la modifica più evidente stava nel nuovo motore monocilindrico, non più a due, ma a quattro tempi, e della cilindrata di 245 cm³. Tale motore, derivato da quello della moto R25/3, erogava una potenza massima di 12 CV contro i 9,5 CV della versione Iso, e inoltre disponeva di un albero a gomiti con supporti rinforzati. Differente anche la frizione, stavolta del tipo monodisco a secco. Le prestazioni velocistiche rimasero comunque le stesse della Isetta italiana.
Per quanto riguardava il telaio, la differenza più notevole stava nell'avantreno, non più con tamponi in gomma, ma con delle vere e proprie molle elicoidali in acciaio, mentre per quanto riguardava l'impianto frenante di servizio, vennero mantenuti i due tamburi anteriori così come quello posteriore, ma quest'ultimo venne spostato sulla ruota sinistra, mentre su quella destra agiva il freno a mano.

### Evoluzione
Durante la presentazione alla stampa, in quel 5 marzo 1955, furono messi a disposizione due esemplari della nuova BMW 250 per permettere ai giornalisti di poterne saggiare le doti su strada. Fu proprio ciò che avvenne, e gli addetti stampa furono impressionati molto positivamente dalle doti dinamiche della "Isetta tedesca".
Contrariamente a quanto avvenne in Italia, la BMW 250 conobbe un buon successo di vendite presso il pubblico tedesco, a tal punto che la BMW, in occasione dell'esemplare venduto numero 50000, scrisse una lettera di ringraziamenti ed elogi alla Iso per averle venduto il progetto. Fu infatti proprio l'Isetta a salvare la BMW da una situazione economica al limite del disastroso, dovuta in parte al riassetto politico-economico del dopoguerra e in parte all'insuccesso dei modelli di fascia alta proposti dall'immediato dopoguerra fino a quel momento. Il successo della BMW 250 fu ancora più eclatante se si considera il gran numero di concorrenti presenti nella Germania degli anni cinquanta. La 250 giunse sul mercato in un periodo in cui già erano presenti modelli come la Messerschmitt Kabinenroller e i modelli Fuldamobil.

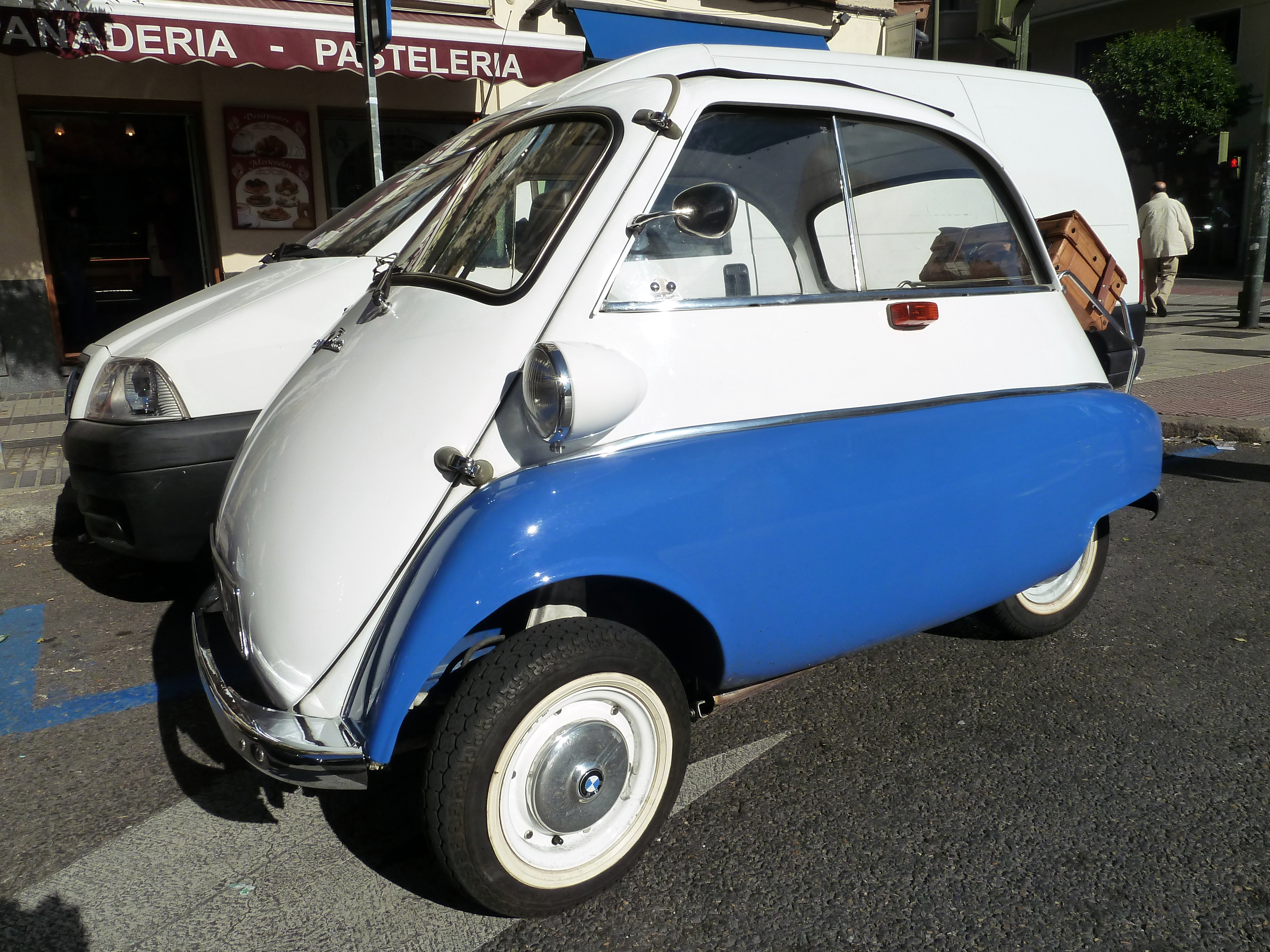
Una BMW Isetta 300

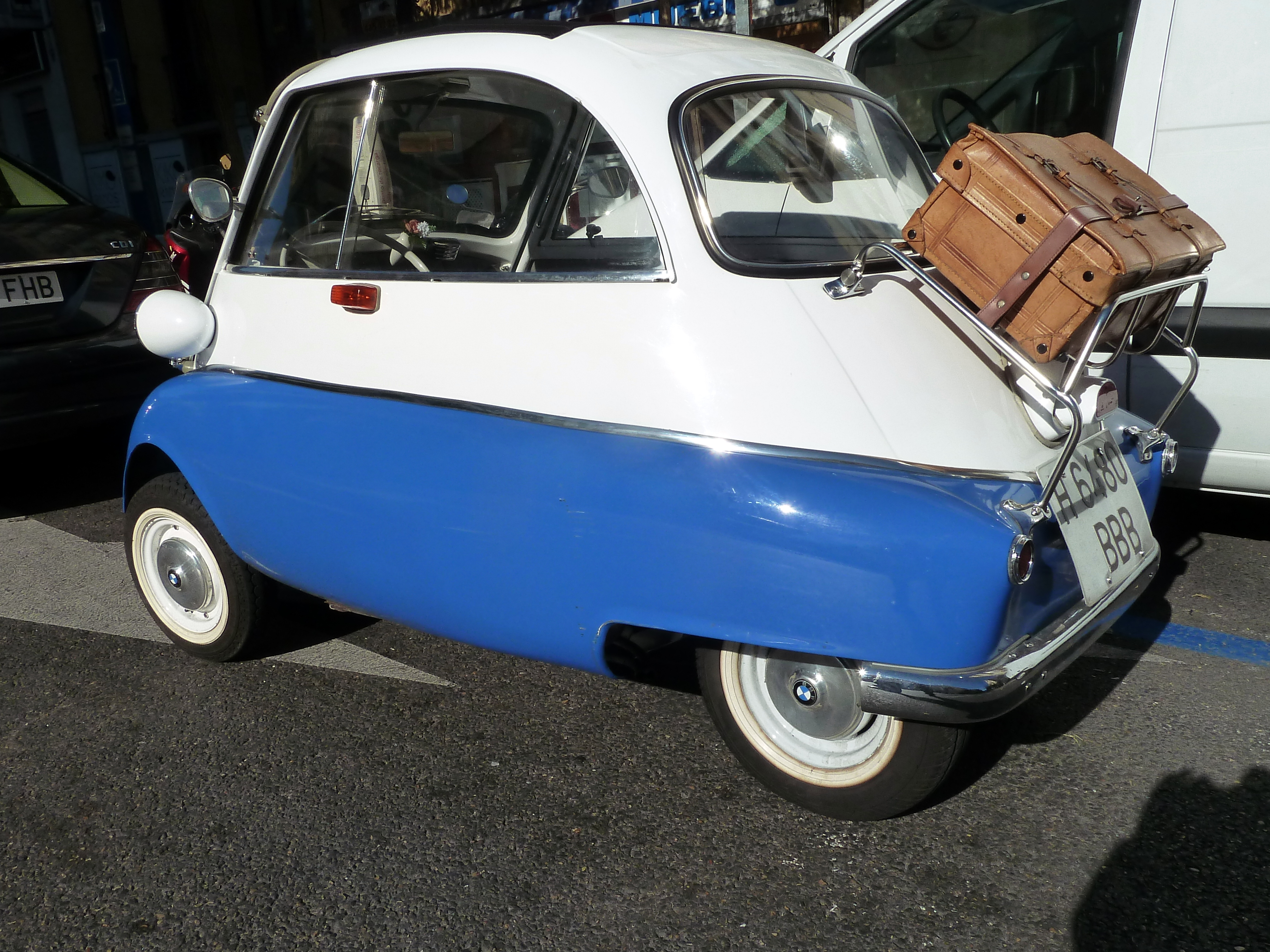
Vista posteriore della 300

Nei primi mesi del 1956 la gamma venne ampliata con l'arrivo della BMW 300, che si affiancò semplicemente alla 250, proponendosi con un motore monocilindrico da 297 cm³, della potenza di 13 CV a 5200 giri/min. Nell'ottobre dello stesso anno, mentre in Italia la Iso Isetta venne tolta di produzione, la BMW Isetta usufruì di un significativo aggiornamento alla gamma: apparvero infatti le versioni Export, destinate ai mercati esteri, ma presenti anche nel listino tedesco. Tali versioni si distinguevano da quelle Standard innanzitutto per il nuovo tetto e la nuova vetratura, che nel complesso apparivano più simili a quelli di una normale automobile, pur conservando una notevole visibilità. I finestrini della Export divennero del tipo scorrevole, mentre quelli della versione Standard avevano la sola apertura nei due deflettori laterali. Altre differenze esterne stavano nella presenza di guide cromate per lo scorrimento dell'acqua piovana e inoltre nella presenza di un paraurti che abbracciava l'intera zona frontale in tutta la sua larghezza. Meccanicamente le versioni Export erano caratterizzate da una significativa rivisitazione al comparto sospensioni: l'avantreno beneficiò dell'arrivo di un forcellone più lungo, di molle più grandi e di nuovi ammortizzatori telescopici in luogo di quelli a frizione. Il retrotreno divenne invece più morbido per favorire il comfort interno. Le versioni Export potevano essere scelte con motore da 247 o da 297 cm³, così come le versioni Standard. In ogni caso, la velocità massima di ogni modello rimaneva invariata a 85 km/h.

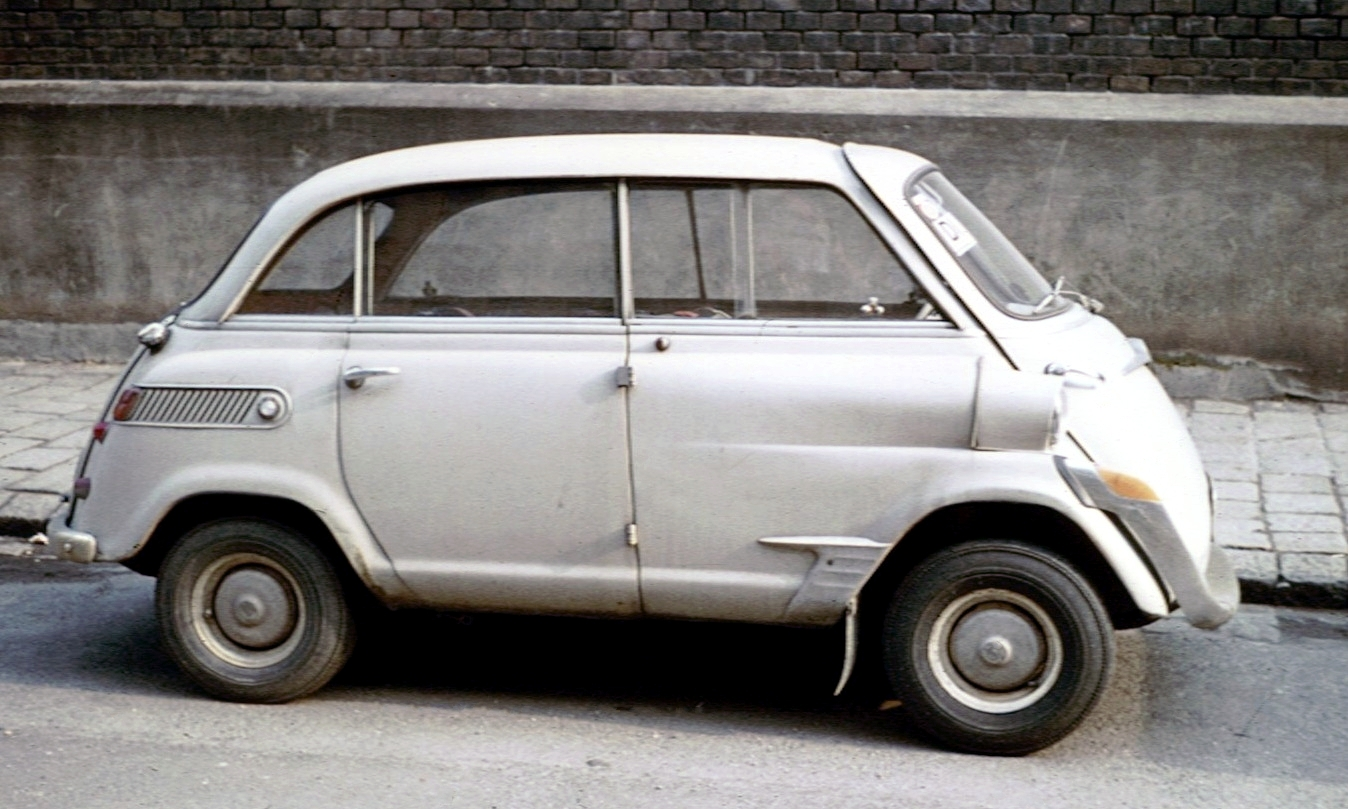
BMW 600

Nel 1957, però, le versioni Standard vennero tolte di produzione, lasciando in listino solo la versione Export, comunque disponibile in entrambe le motorizzazioni. Il consenso presso il pubblico, però, continuò a rimanere alto, almeno per un altro anno ancora. Assieme alla Goggomobil, le Isetta tedesche continuarono a imporsi come le microvetture di maggior successo nel mercato teutonico. Ma con l'avvento del boom economico e delle condizioni di maggior agiatezza generale, l'interesse del pubblico cominciò a spostarsi sempre più verso le automobili vere e proprie. Fu così che già entro la fine di quello stesso 1957, alle BMW 250 e 300 venne affiancata anche la BMW 600, vale a dire una sorta di Isetta con carrozzeria maggiorata in modo da ospitare quattro persone, e infine, nel 1959, la BMW 700, una vera e propria piccola berlina, anch'essa destinata a un grande successo commerciale. L'Isetta continuò a vedere le proprie vendite in declino (dai 40 000 esemplari venduti nel 1957 ai 22 000 dell'anno seguente), ma nel contempo aumentarono anche le richieste di BMW 250 e 300 in kit di montaggio per i mercati esteri. Insomma, sebbene le BMW 600 e 700 stessero cannibalizzando le vendite dell'Isetta, imponendosi come nuove fonti primarie di guadagno per la BMW, anche la piccola motocoupé (come veniva chiamata dai tedeschi) rappresentava ancora una significativa fonte di introiti per l'azienda tedesca.

Ma nel 1961 le BMW 250 e 300 si rivelarono ormai datate e non più appetibili dalla clientela: la produzione andò così avanti fino all'anno successivo, dopodiché venne fatta cessare in via definitiva.

## Le altre Isetta

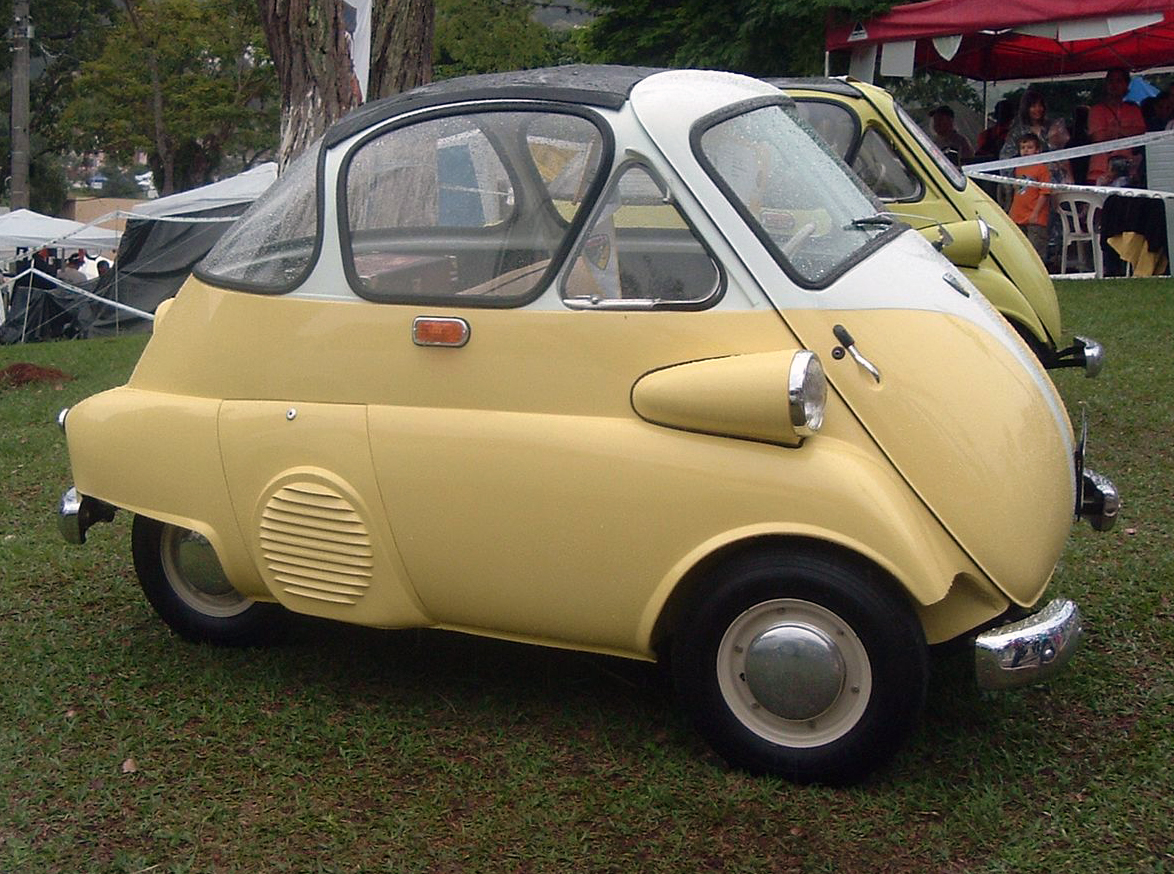
Una Romi Isetta

L'Isetta, come la si conosce abitualmente, è una piccolissima monovolume con caratteristiche da auto trasformabile. È però esistita anche sotto altre forme e con altri marchi. La Isetta italiana, per esempio, fu prodotta anche sotto forma di piccolo furgoncino o come piccolo pick-up. In queste versioni, la parte posteriore veniva tagliata e vi veniva saldato un cassone posteriore: il retrotreno, in questo caso, era di tipo convenzionale, con le due ruote distanziate tra loro come in un normale autoveicolo e non più assai ravvicinate tra loro come nell'Isetta standard.

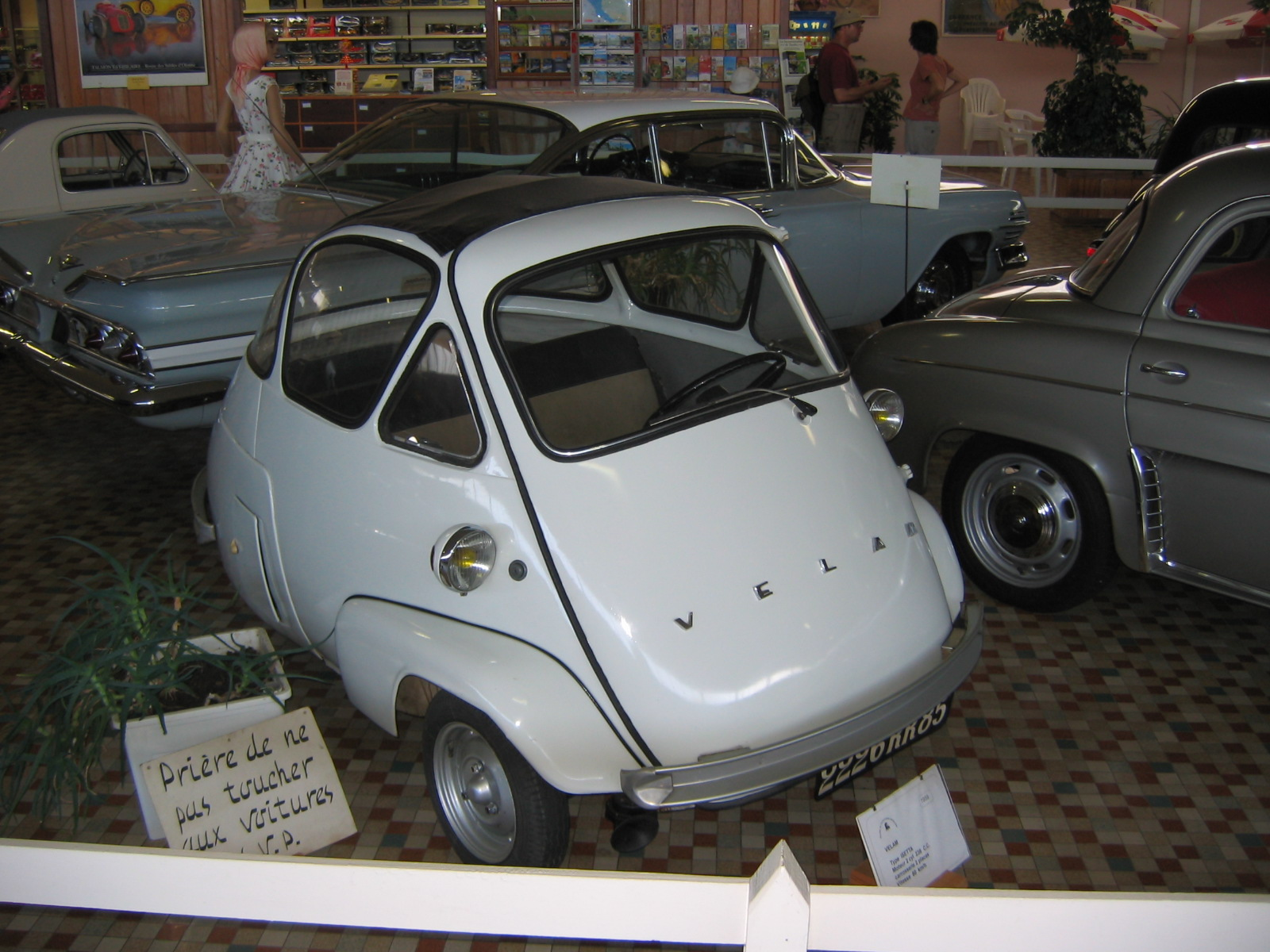
Una VELAM Isetta

Oltre a ciò, si aggiunga che l'Isetta fu prodotta su licenza anche in altri Paesi. Tralasciando il caso della BMW, già trattato, l'Isetta fu prodotta anche in Sudamerica con il marchio Romi e in Francia con il marchio VELAM.
Nel primo caso, quello della Romi, l'Isetta era simile a quella originale, ma con il retrotreno a ruote non ravvicinate; nel caso della VELAM, invece la vetturetta era simile alla Iso, ma la gamma comprendeva anche una vera e propria cabriolet, nonché addirittura delle vetturette fuoriserie con carrozzeria ultraprofilata, impiegate in campo agonistico.
L'Isetta fu proposta anche per il mercato statunitense, dove non raccolse che pochi consensi presso il pubblico d'oltreoceano, abituato com'era alle vetture extra-large, sia nelle dimensioni che nei motori. In ogni caso, le Isetta riservate a tale mercato si distinguevano dalle altre per i fari anteriori e posteriori, di dimensioni sensibilmente maggiori. Vantavano inoltre un particolare trattamento alla scocca e al telaio, trattamento atto a proteggere la struttura dagli agenti esterni tipici dei climi d'oltreoceano. L'Isetta in versione USA fu prodotta in 12787 esemplari. Una di esse è stata utilizzata come auto di Steve Urkel, in una serie del telefilm Otto sotto un tetto.

## Riedizioni moderne

### LaMotorrad Isetta
Una nuova versione della BMW Motorrad Isetta è stata ipotizzata nel 2007. Nel dicembre del 2010, la Isetta è stata pensata come veicolo di riferimento per il progetto BMW chiamato BMW Mega City Vehicle.

### Microlino

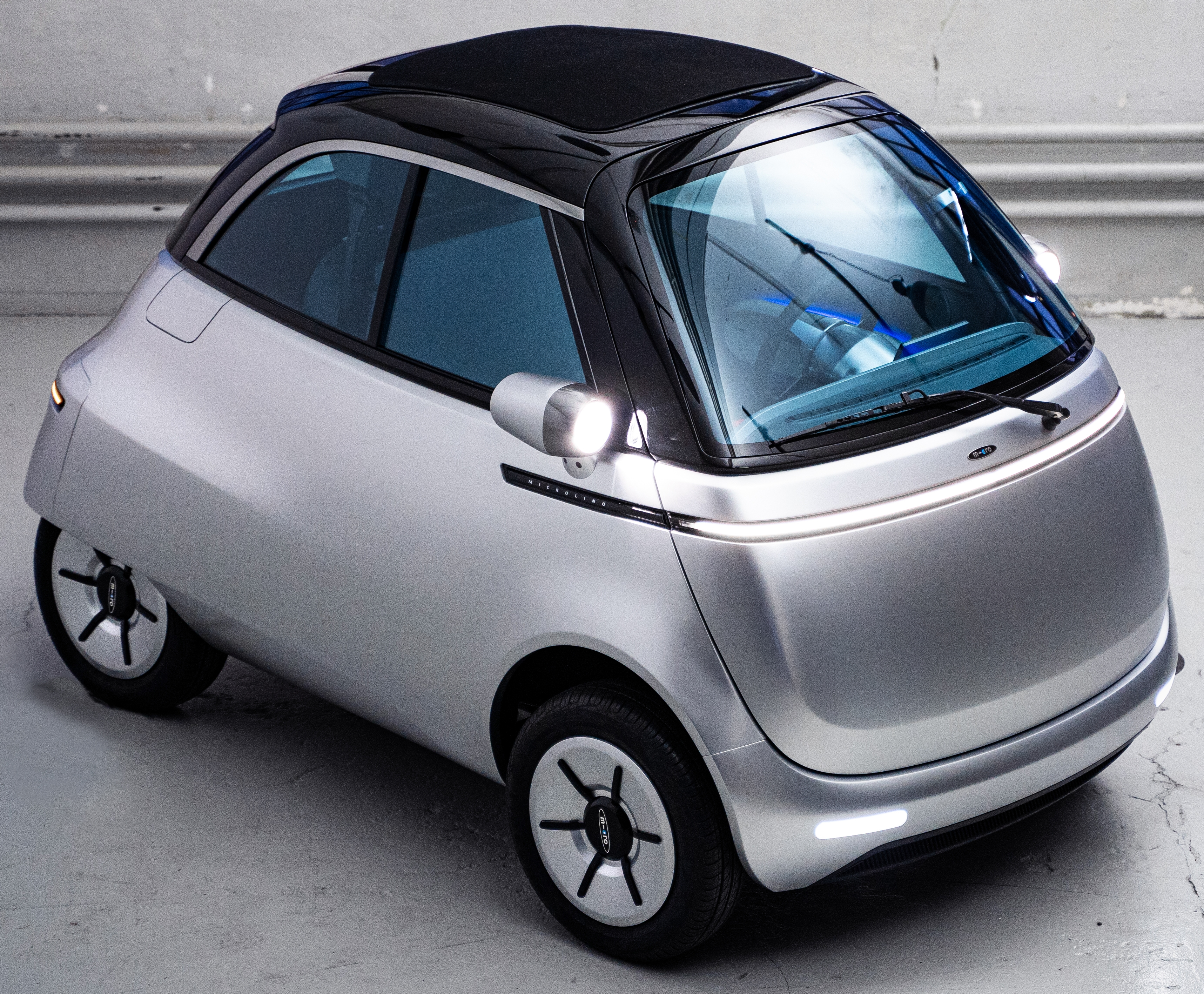
Una Microlino

Nel 2023 viene lanciata sul mercato la Microlino, un quadriciclo elettrico prodotto a Torino dall'italiana Cecomp, il cui design è un chiaro richiamo alla Isetta.